# Eriks skrin

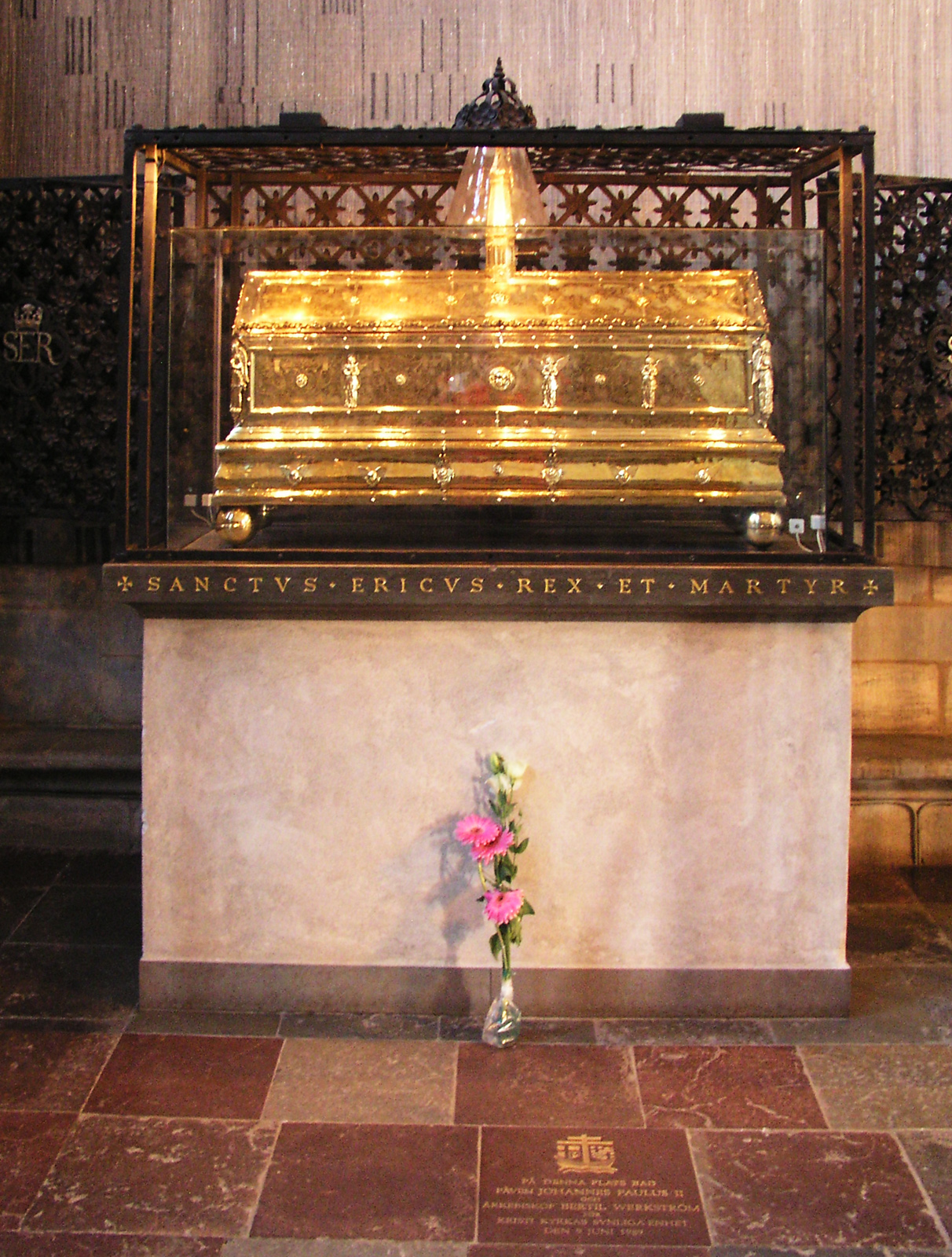
Erik den heliges relikskrin.

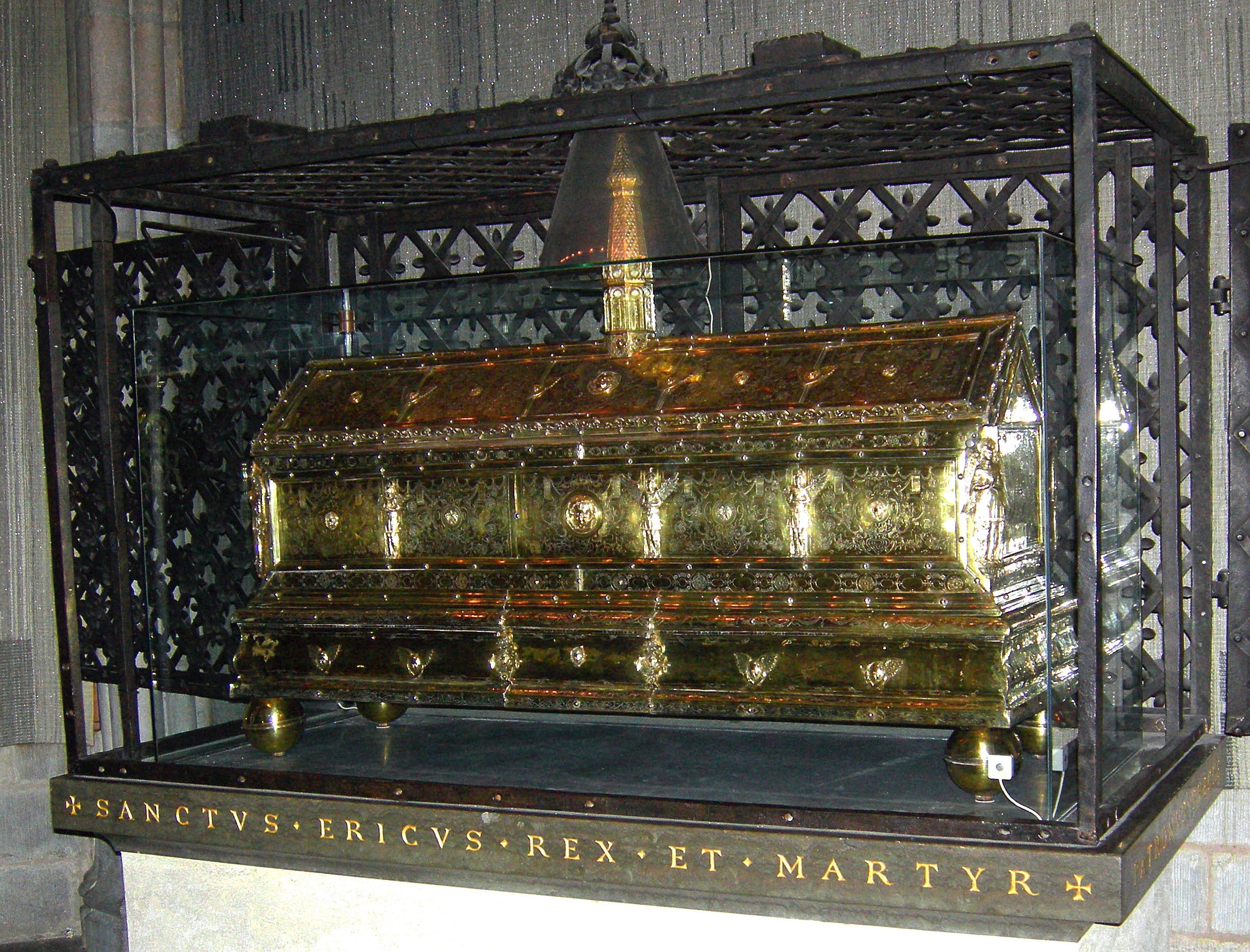
Erik den heliges relikskrin.

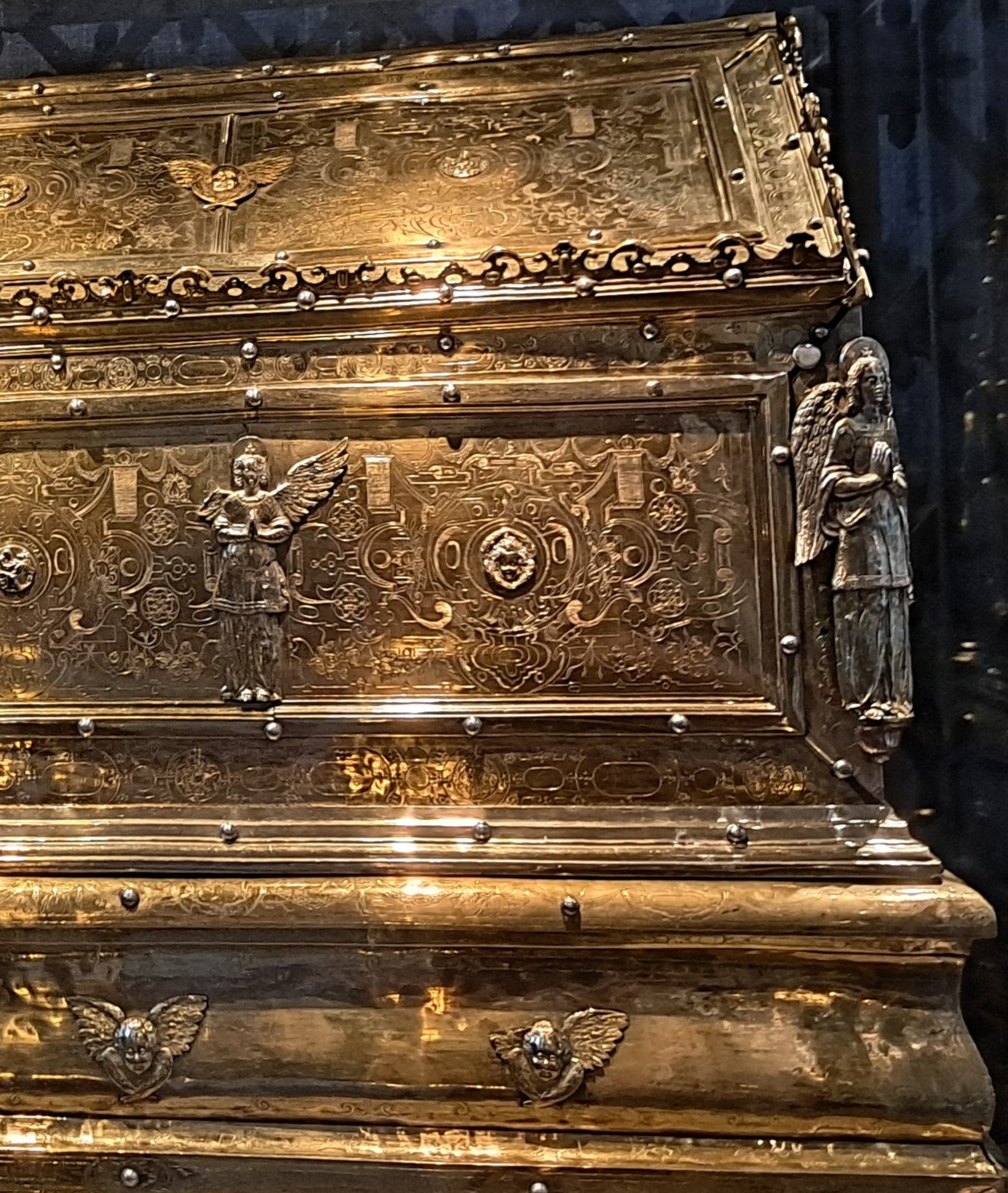
Närbild av detaljerna på S:t Eriks relikskrin.

Eriks skrin förvaras i Uppsala domkyrka och innehåller konung Erik den heliges reliker: ben, bland annat en halskota som genomskurits av ett skarpt vapen, samt dessutom en ringformig bronskrona och en siciliansk vävnad från 1300-talet.

## Erik translatus
24 januari 1273 flyttades Eriks ben högtidligt från sin första viloplats i Gamla Uppsala kyrka till den påbörjade Nya Uppsala domkyrka. Dagen kallades därför i gamla almanackan Erik translatus (latin:'Erik flyttad'). Om det dåvarande relikskrinets utseende vet man idag ingenting.

## Tillverkningen
I början av 1400-talet förfärdigade Stockholmsguldsmeden Lambrecht ett nytt skrin, av silver, möjligen likt det, som ett kopparstick i Johan Peringskiölds "Monumenta Ullerakerensia" återger. Detta skrin konfiskerades antagligen av Gustav Vasa. 1580 skänktes däremot av Johan III ett nytt skrin, tillverkat 1574-79 av Hans Rosenfälth, en av hans guldsmeder. Det är detta skrin som ännu förvaras bakom högaltaret inom ett tätt järngaller.
Skrinet har formen av ett rektangulärt hus med sadeltak och takryttare, är helt klätt med etsade eller graverade silverplåtar, skilda genom och prydda av relieffigurer, även de i silver, föreställande änglar och evangelister, samt helt förgyllt. Det är ett typiskt arbete för hovkonsten under Johan III. Den trälåda, vari helgonets ben förvaras, verkar ha förblivit orörd (fram till undersökningen 1915).
Skrinet står på ett altare av sten med den latinska inskriptionen i guldbokstäver: Sanctus Ericus Rex et Martyr vilket på svenska blir: Erik den Helige Konung och Martyr.

## Skrinet öppnas 1915
Då skrinet öppnades 30 mars 1915 fann man att det av skelettdelar innehöll: ett kraftigt byggt, mesocefalt kranium av en omkring 40-årig man (index omkring 77), tre kotor, varav en genomhuggen halskota, nio revbensfragment, ett ganska asymmetriskt bäcken, två hälben och sju långa extremitetsben (delvis defekta). Samtliga, utom ett starkare förvittrat skenbensfragment, bör ha tillhört samma individ, vars kroppslängd kan skattas till nära 1,7 meter; de var väl bibehållna och syntes ha varit överdragna med fernissa. 
Huvudreliken, den genomhuggna halskotan, förvaras i en pung av tyg från 1400-talet, i vilken insytts små bitar av pergament med otydligt latinskt pränt av 1200-talstyp. Att döma av huggytans riktning och utseende torde den som utdelat hugget ha stått till vänster om den på rygg liggande konungen. På vänstra sidan av huvudskålen syntes en och på lårbenen och skenbenen tillsammans sju större och mindre märken, som kunna härstamma från hugg- eller sticksår. 
I skrinet fanns också en krona av förgylld hamrad koppar från 1100-talet (Sveriges äldsta konungakrona) samt små stycken av bomullstyg med fläckar (av blod?). Föremålen fotograferades och gipsavgjutning togs av kraniet. 

## Skrinet öppnas 2014
Eriks skrin öppnades åter den 23 april 2014 för insamlande av material för analys av DNA och skelett, samt för konserverande av kungakronan.